# Piłka nożna w Polsce (2020/2021)
| Mistrzostwa Polski                                                                           | Mistrzostwa Polski                  |
| -------------------------------------------------------------------------------------------- | ----------------------------------- |
| 1 miejsce - Mistrz Polski                                                                    | Legia Warszawa                      |
| 2 miejsce - Wicemistrz Polski                                                                | Raków Częstochowa                   |
| 3 miejsce                                                                                    | Pogoń Szczecin                      |
| Król strzelców ekstraklasy                                                                   | 22 - Tomáš Pekhart (Legia Warszawa) |
| Klub 100 - Klub 300 - Tabela wszech czasów Ekstraklasy w piłce nożnej                        |                                     |
| Europejskie Puchary                                                                          |                                     |
| Liga Mistrzów UEFA (2020/2021)                                                               | Legia Warszawa (mistrz 2019/2020)   |
| Liga Europy UEFA (2020/2021)                                                                 | Lech Poznań (2 miejsce 2019/2020)   |
| Liga Europy UEFA (2020/2021)                                                                 | Piast Gliwice (3 miejsce 2019/2020) |
| Liga Europy UEFA (2020/2021)                                                                 | Cracovia (Puchar Polski 2019/2020)  |
| UEFA - Współczynnik UEFA - Statystyki występów polskich klubów w europejskich pucharach UEFA |                                     |
| Puchar Polski / Superpuchar Polski                                                           |                                     |
| Puchar Polski w piłce nożnej (2020/2021)                                                     |                                     |
| 1 miejsce - Zdobywca                                                                         | Raków Częstochowa                   |
| 2 miejsce - Finalista                                                                        | Arka Gdynia                         |
| Superpuchar Polski 2021                                                                      | Raków Częstochowa                   |

| Poziomy rozgrywkowe w sezonie 2020/2021 | Poziomy rozgrywkowe w sezonie 2020/2021 | Poziomy rozgrywkowe w sezonie 2020/2021                               | Poziomy rozgrywkowe w sezonie 2020/2021                                                              |
| --- | --------------------------------------- | --------------------------------------------------------------------- | --- |
| Centralne | I                                       | Ekstraklasa w piłce nożnej (2020/2021)                                | Podbeskidzie Bielsko-Biała                                                                           |
| Centralne | II                                      | I liga polska w piłce nożnej (2020/2021)                              | Radomiak Radom, Bruk-Bet Termalica Nieciecza, Górnik Łęczna GKS Bełchatów                            |
| Centralne | III                                     | II liga polska w piłce nożnej (2020/2021)                             | Górnik Polkowice, GKS Katowice, Skra Częstochowa Bytovia Bytów, Błękitni Stargard, Olimpia Grudziądz |
| Makroregionalne | IV                                      | III liga polska w piłce nożnej (2020/2021) 4 grupy: I - II - III - IV | Pogoń Grodzisk Mazowiecki, Radunia Stężyca, Ruch Chorzów, Wisła Puławy                               |
| Okręgowe (16 okręgów) | V                                       | IV liga polska w piłce nożnej (2020/2021) 21 Grup                     | |
| Okręgowe (16 okręgów) | VI                                      | Klasa Okręgowa                                                        | |
| Okręgowe (16 okręgów) | VII                                     | Klasa A                                                               | |
| Okręgowe (16 okręgów) | VIII                                    | Klasa B                                                               | |
| Okręgowe (16 okręgów) | IX                                      | Klasa C                                                               | |
| System ligowy piłki nożnej w Polsce - Tabela wszech czasów polskiej I ligi piłkarskiej - Tabela wszech czasów polskiej II ligi piłkarskiej |                                         |                                                                       | |
| IV liga grupy: dolnośląska wschód - dolnośląska zachód - kujawsko-pomorska - lubelska - lubuska - łódzka - małopolska wschód - małopolska zachód - mazowiecka centralna - mazowiecka północna - mazowiecka południowa - opolska - podkarpacka - podlaska - pomorska - śląska I - śląska II - świętokrzyska - warmińsko-mazurska - wielkopolska - zachodniopomorska |                                         |                                                                       | |
| Okręgowe rozgrywki - 16 województw (OZPN): dolnośląskie - kujawsko-pomorskie - lubelskie - lubuskie - łódzkie - małopolskie - mazowieckie - opolskie - podkarpackie - podlaskie - pomorskie - śląskie - świętokrzyskie - warmińsko-mazurskie - wielkopolskie - zachodniopomorskie                                                                                  |                                         |                                                                       | |

| Rozgrywki młodzieżowe / Mistrzostwa Polski juniorów w piłce nożnej | Rozgrywki młodzieżowe / Mistrzostwa Polski juniorów w piłce nożnej                                | Rozgrywki młodzieżowe / Mistrzostwa Polski juniorów w piłce nożnej |
| ------------------------------------------------------------------ | ------------------------------------------------------------------------------------------------- | ------------------------------------------------------------------ |
| Centralna Liga Juniorów w piłce nożnej                             | Centralna Liga Juniorów w piłce nożnej (2020/2021) · Pogoń Szczecin Wisła Kraków Śląsk Wrocław    |                                                                    |
| Piłka nożna kobiet w Polsce                                        |                                                                                                   |                                                                    |
| Ekstraliga polska w piłce nożnej kobiet                            | Ekstraliga polska w piłce nożnej kobiet (2020/2021) · Czarni Sosnowiec UKS SMS Łódź Górnik Łęczna |                                                                    |